# Стентинелло
Стентинелло (итал. Stentinello) — доисторическое поселение эпохи неолита на севере от города Сиракузы (Сицилия). Стентинелло рассматривается как наиболее ранняя неолитическая археологическая культура на Сицилии. Является разновидностью культуры кардиальной керамики. По данным дендрохронологии, существовала в 5-6 тыс. до н. э. одновременно с практически тождественной доисторической культурой Мальты стадии Гхар-Далам.
Стентинелло представляло собой укреплённое поселение примерно в 5 км к северу от Сиракуз. В Стентинелло обнаружены остатки жилищ с прямоугольной планировкой, терракотовые сосуды, украшенные отпечатками (напоминающие керамику импрессо, однако имеющие свой характерный стиль), а также орудия из кремня и обсидиана.
Вокруг поселения в скале был вырублен ров овальной формы размером около 200 X 180 метров.
Поскольку культура Стентинелло засвидетельствована только на востоке Сицилии около Сиракуз и близ вулкана Этна, предполагается, что она возникла на острове независимо от влияния континентальной Италии. К культуре Стентинелло также относятся более древние поселения на Эолийских островах. В частности, в Липари культура эпохи неолита была довольно развитой, о чём свидетельствует укреплённое поселение и сложность орнамента на керамике.
Два элемента культуры Стентинелло, по-видимому, связаны происхождением с Эгейским регионом: это металлургия, точнее, обработка меди, и гробницы, вырубленные в скалах. Ранее захоронения осуществлялись в неглубоких могилах или в каменных ящиках, вокруг которых располагались камни или галька. Вместо подобных гробниц появились небольшие гроты, вырубленные в скалах, нередко снабжённые небольшими входными камерами; подобная конструкция напоминает печи сицилийских крестьян, за что археологи и назвали её «печной гробницей», «tombe a forno».
Известные гробницы микенского типа (некрополь Панталика) являются дальнейшим развитием данного типа, а дольмены западной Европы представляют собой перенос той же погребальной конструкции на надземный уровень. «Печные гробницы» с различными архитектурными вариациями продолжали использоваться на Сицилии как стандартный тип захоронения вплоть до эллинизации местного населения около 5 в. до н. э.